# Kyakmi
Kyakmi – gaun wikas samiti w zachodniej części Nepalu w strefie Gandaki w dystrykcie Syangja. Według nepalskiego spisu powszechnego z 2001 roku liczył on 1176 gospodarstw domowych i 6087 mieszkańców (3323 kobiet i 2764 mężczyzn).